# Štěpán I. Hluchý
Štěpán I. Valašský zv. Hluchý (rumunsky Ștefan Surdul, ? - 2. února 1595) byl knížetem Valašska od května 1591 do srpna 1592.
Narodil se jako syn Jana II. Krutého z rodu Mușatinů. Podle jednoho z pramenů byl obchodníkem s koženým zbožím, sedlář a výrobce postrojů. 